# ジェイコブ・ジャヴィッツ
ジェイコブ・コッペル・ジャヴィッツ（Jacob Koppel Javits, 1904年5月18日 - 1986年3月7日）は、アメリカ合衆国の政治家。連邦下院議員（ニューヨーク州選出、1947年 - 1954年）、ニューヨーク州司法長官（1955年 - 1957年）、連邦上院議員（ニューヨーク州選出、1957年 - 1981年）を歴任。所属政党は共和党。

## 生い立ち
モリス・ジャヴィッツおよびアイダ・リットマン夫妻の息子として生まれる。ジャヴィッツは1920年にジョージ・ワシントン高校を卒業した。コロンビア大学の夜間学校に進学し、その間様々な職業に就いた。その後1923年にニューヨーク大学法律学校に入学する。1926年に卒業、1927年に法曹界入りし、10歳上の兄ベンジャミン・ジャヴィッツと共にジャヴィッツ・アンド・ジャヴィッツ法律事務所を開設した。ジャヴィッツ兄弟は倒産および少数株主訴訟を専門に扱い、大きく成功した。1933年にジャヴィッツはマージョリー・ジョアン・リングリングと結婚した。2人は子を儲けず、1936年に離婚した。1947年にマリアン・アン・ボリスと再婚し、3人の子を儲ける。第二次世界大戦勃発時、正規兵としては高齢過ぎると考えられ、ジャヴィッツは1942年に陸軍の化学戦部将校として就役、戦争の終わりまで勤め中佐まで昇進した。

## 政治経歴
ジャヴィッツは若い頃、父親がタマニー・ホールの一員として働くのを見て、この悪名高い政治団体の幹部集団に関連する不正と汚職を直接経験することとなった。彼は民主党を拒絶し、1930年代前半にフィオレロ・ラガーディアの市長選を支援する共和連合党に加わった。戦後彼は市長選に立候補したヨナ・ゴールドスタインの主任調査官となる。ジャヴィッツの選挙での働きは彼の政界における能力を示し、マンハッタンの共和党小グループが第21選挙区の候補として指名するのにつながった。共和党は1923年以来同区における議席を持っていなかったが、ジャヴィッツは精力的な運動を展開し当選した。彼は新人議員としてマサチューセッツ州のジョン・F・ケネディやカリフォルニア州のリチャード・ニクソンと共に議会入りした。ジャヴィッツは1947年から54年まで議員を務め、ニューヨーク州司法長官に就任するため議員を辞職した。

## 私生活
晩年は筋萎縮性側索硬化症を患った。